# درخت هالووین
درخت هالووین (انگلیسی: The Halloween Tree) رمانی در ژانر فانتزی اثر نویسندهٔ آمریکایی ری بردبری است که به سال ۱۹۷۲ منتشر شده‌است. این کتاب طی داستانی خیالی ماجرای سرمنشاء سوون و هالووین را بازگو می‌کند.

## اقتباس
- فیلم تلویزیونی انیمیشن به همین نام محصول ۱۹۹۳.
- در ۱۸ ژوئن ۲۰۲۰، اعلام شد که یک فیلم با اقتباس از این کتاب توسط برادران وارنر در دست توسعه است.[۱]